# Niemen (1856)
Niemen – parowy wiślany statek pasażerski Królestwa Polskiego (środkowej Wisły) o napędzie bocznokołowym; razem ze statkami  Pilica i Narew zbudowany na linię Warszawa-Zawichost.

## Dane
- armator: Spółka Żeglugi Parowej
- miejsce budowy: Warsztaty Żeglugi Parowej na Solcu w Warszawie
- maszyna parowa
  - moc: 40 KM
  - produkcja: Gâche, Nantes.

## Historia
- 1856 – rozpoczęcie służby
- 1871 – sprzedanie do Rosji.

## Literatura
- Arkuszewski W., Wiślane statki pasażerskie XIX i XX wieku